# Andy Dick
Andrew Roane „Andy“ Dick (* 21. prosince 1965 Charleston, Jižní Karolína, USA) je americký komik, herec a zpěvák. Jeho první zásadní role byla v pořadu The Ben Stiller Show. Později měl vlastní pořad s názvem The Andy Dick Show. Otevřeně se hlásí k bisexualitě.

## Filmografie
- Reality Bites (1994)
- In the Army Now (1994)
- Double Dragon (1994)
- The Cable Guy (1996)
- Best Men (1997)
- Bongwater (1997)
- Lví král 2: Simbův příběh (1998) – hlas
- Inspector Gadget (1999)
- Loser (2000)
- Road Trip (2000)
- Picking Up the Pieces (2000)
- Dude, Where's My Car? (2000)
- Special Delivery (2000)
- Zoolander (2001)
- Scotland, Pa. (2001)
- Old School (2003) – neuveden
- The Hebrew Hammer (2003)
- Inspector Gadget 2 (2003)
- Hoodwinked! (2005) – hlas
- The Bondage (2006)
- Employee of the Month (2006)
- Danny Roane: First Time Director (2007)
- Blonde Ambition (2007)
- Happily N'Ever After (2007) – hlas
- The Comebacks (2007)
- The Lindabury Story (2009)
- Rock Slyde (2009)
- The 1 Second Film (2009)
- Daphne Aguilera: Get Into It (2009) – jako Daphne Aguilera
- Funny People (2009)
- Hoodwinked Too! Hood vs. Evil (2011) – hlas
- Division III Football's Finest (2011)